# Tarata (Bolivia)
Tarata es una ciudad y municipio de Bolivia, capital de la provincia de Esteban Arze situada en el sur del departamento de Cochabamba. Es conocida también como la «Villa Colonial».Fue fundada durante la época virreinal de la monarquía hispánica, cuando Bolivia era la Real Audiencia de Charcas y formaba parte del Virreinato del Perú.
Tarata es también capital de la sección municipal y cantón del mismo nombre, que comparte espacio con los cantones de Huasa, Huayculi e Izata.
Se encuentra a 29 km de la ciudad de Cochabamba, capital del departamento, y se halla a 2.766 metros sobre el nivel del mar. Según el censo de 2012, el municipio de Tarata cuenta con una población de 8.242 habitantes.
En esta localidad nacieron dos presidentes de Bolivia, Mariano Melgarejo y René Barrientos Ortuño.

## Toponimia
Algunas investigaciones indican que el nombre de Tarata viene del quechua Tarapampa, tierra de las Taras, porque en la zona  existen estas plantas. Otros investigadores indican que el nombre de Tarata viene del idioma aimara, de las voces “tha” que significa bifurcadero, “ahra” desatar y “ta” lugar, es decir, lugar de bifurcación de un camino”. o donde se divide el camino, debido a que esta zona intermedia entre los valles, trópico y altiplano.

## Historia
Tarata se fundó el 3 de enero de 1741. Durante la época virreinal de la monarquía hispánica, Tarata fue capital del partido de Cliza, dentro de la Intendencia de Cochabamba. Fue en la villa de Tarata que el caudillo revolucionario Esteban Arze luchó contra las fuerzas realistas durante la etapa de la emancipación del Alto Perú, que posteriormente se llamó Bolivia.
Luego de la independencia de Bolivia, el general Simón Bolívar nombró a Tarata capital de la provincia de Cliza, para una mejor administración la provincia se dividió en dos secciones pasando Tarata a formar parte de la primera sección.
El 4 de enero de 1872, Tarata fue proclamado como capital de Bolivia por el presidente Mariano Melgarejo y Cliza se dividió en dos provincias: Tarata y Punata, pasando la villa de Tarata a ser capital de la provincia del mismo nombre. Posteriormente, el 10 de noviembre de 1950, la provincia de Tarata pasa a llamarse Esteban Arze.

## Topografía
El municipio tiene una topografía variada: el norte forma parte del valle alto, con una altura promedia de 2800 m.s.n.m., mientras que la parte sur forma parte de serranías con una altura máxima de 3.360 m s.n.m. (Pico Pucara), bajando a la cuenca del Río Caine (2250 m s.n.m.).

## Clima
El clima de Tarata es del tipo semiárido frío (BSk), de acuerdo con la clasificación climática de Köppen.
```
Climograma de Cochabamba, cerca de 25 km de Tarata.
  
Fuente:
 GeoKLIMA
[
7
]
```

## Demografía
De acuerdo con el censo boliviano de 2024, la población del municipio de Tarata es de 11 235 habitantes.
La población del municipio cambió poco entre 1992 y 2012, pero aumentó en más de un tercio en la década siguiente:
| Año  | Habitantes (municipio) | Fuente |
| ---- | ---------------------- | ------ |
| 1992 | 8.406                  | Censo  |
| 2001 | 8.715                  | Censo  |
| 2012 | 8.242                  | Censo  |
| 2024 | 11.235                 | Censo  |

## Economía
La principal actividad económica es la agricultura, que se basa principalmente en la producción de maíz, el más predominante de la región es el maíz willkaparu que crece de 2 hasta 3 m de altura y produce de 2 hasta 3 choclos o mazorcas, y posee muchas vitaminas y proteínas nutritivas para el cuerpo humano, cultivan trigo, papa, duraznos, manzana y otros.

## Turismo

### Entrada a Tarata

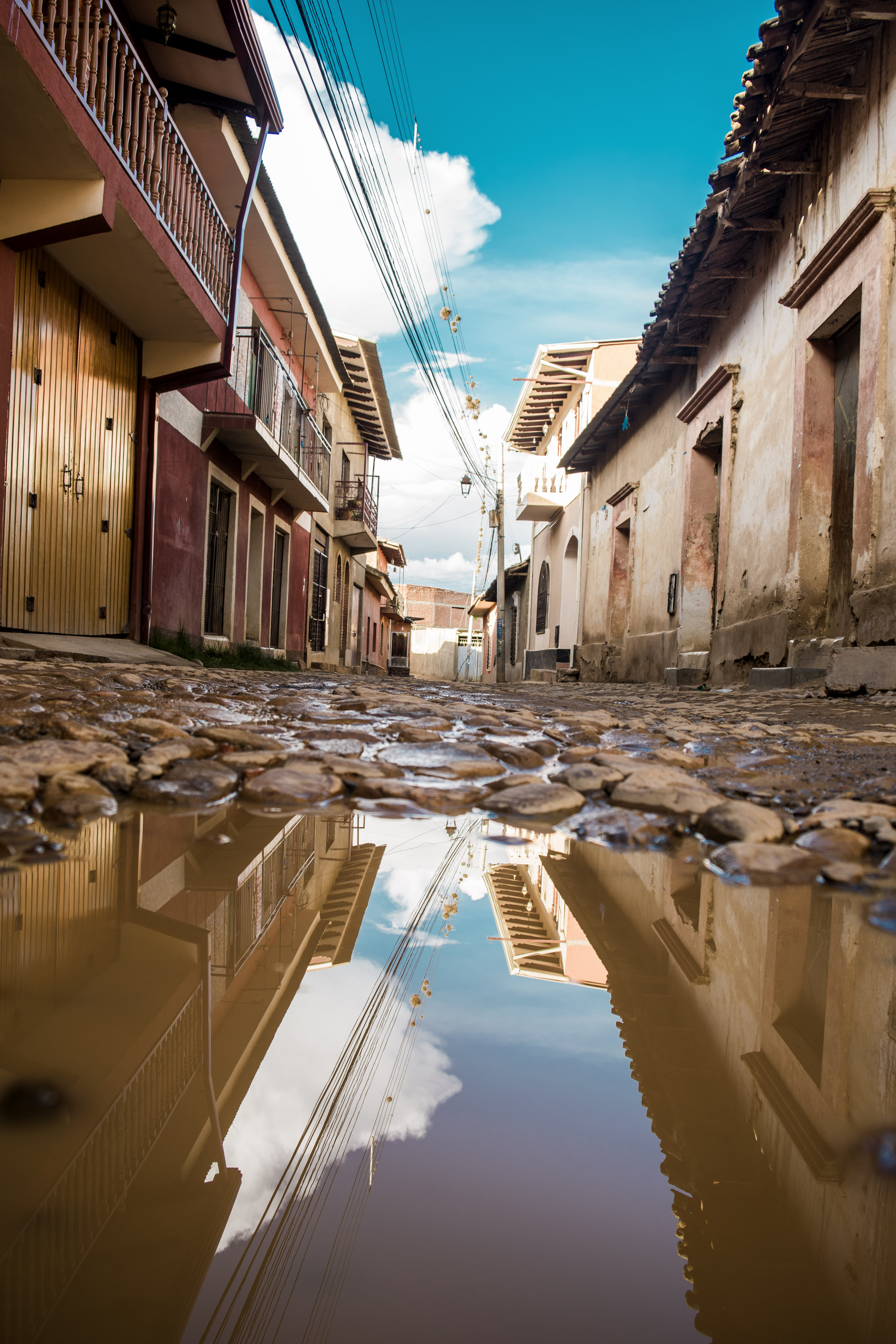
Calle de Tarata.

Al ingreso de Tarata se encuentra el portal de estilo colonial con una pequeña réplica de lo es el mirador de Tarata dando la bienvenida, con la frase “Tarata, Historia, Canto y Leyenda”, más adelante está la escultura del Gral. Mariano Melgarejo.

### Centro histórico
En Tarata se observa la clásica arquitectura colonial, los tejados de las casas de arcilla, paredes de adobe, calles estrechas, con simbolismos republicanos en las fachadas. Las casas coloniales se destacan por el color que tienen, anique  para la clase media y el blanco para la clase alta.

### Casa de Esteban Arze
Al noroeste, pasando el río está la casa casi extinta del Gral. Esteban Arze. En la actualidad la Alcaldía busca recursos económicos para la restauración.

### Templo de San Pedro
El Templo de San Pedro, de estilo neoclásico y construido a fines del siglo XVIII, fue edificada por el párroco Ángel de María Moscoso y el arquitecto Pedro de Nogales (El Maestro Cambiazo). Al interior de la Iglesia, se observa en los brazos del crucero, retablos tallados en madera de cedro y revestidas con pan de oro, en estilo barroco mestizo; el coro de la Iglesia cobija un órgano magistral hecho en San Pedro de Moxos, ambas de la época colonial. 

### La torre del mirador
Ubicada en el edificio municipal en la plaza principal de Tarata, fue construida para la observación o vigía, desde la cual se observa la ciudad, los techos coloniales, las calles, barrios y pueblos circunvecinos, en sus ambientes alberga un reloj centenario que funciona a cuerda construido en Alemania.

### Museo paleontológico y centro cultural artístico
En la plaza principal se encuentra la Casa de la Cultura que alberga un museo histórico, una galería fotográfica, una colección paleontológica de cerámica, restos fósiles, entre otros.

### Palacio consistorial
El edificio fue construido en el siglo XVIII, el salón principal conserva los retratos de personajes ilustres nacidos en Tarata, aquí se encuentran los decretos del 29 de noviembre de 1825 con la firma del libertador Simón Bolívar y de 1866 con la firma del general Mariano Melgarejo donde declara a Tarata, el nuevo departamento de Bolivia.

### Casa del presidente René Barrientos
Edificación de arquitectura colonial, la planta baja con pilastras talladas en roca al igual que sus puertas con arquería y jampas, en la planta alta resalta sus balcones en hierro forjado y sus decorados afiligranados. 

### Puente de Melgarejo
Construido por los franciscanos durante el año 1861, para que la población cruzara el Río Pilcomayo en dirección hacia la zona del convento. El presidente Mariano Melgarejo lo utilizaba para cruzar en su caballo llamado Holofermes, y descansar debajo de un árbol de ceibo cantando coplas.

### Cuartel de Melgarejo
Ubicado hacia el sur de la plaza principal, cuenta con un portón magistral al estilo mozárabe y republicano, con pilastras talladas en roca al estilo corintio griego. En el interior se conservan balaustres prolijamente tallados en madera de cedro, los corredores con arcos de medio punto, las gradas que dan acceso a la planta alta y son de roca talladas. 

### Casa de Melgarejo
Al oeste de Tarata está la casa del Gral. Mariano Melgarejo, al interior está su imagen adornada con flores, cuenta con dos plantas construida con adobe, que conserva pese a los años transcurridos la imponencia de su estructura decorada en las arcadas de sus ventanales con el águila bicéfala que le da el semblante marcial al edificio. En el año 1999 fue restaurada.

### Túnel de Melgarejo
Uno de los recientes descubriendo es el túnel subterráneo que servía como una salida de escape de Mariano Melgarejo.

### Templo franciscano de San José.
La arquitectura de este templo es de estilo neoclásico con reminiscencias barrocas, tienen una fachada en tres cuerpos decoradas con juegos de pilastras,una espadaña y una torre donde penden campanas de gran sonoridad, todo esto jerarquizan la fachada, el interior del templo tiene un estilo románico en su construcción, los pilares tienen capiteles de estilo corintio, la nave central es de cañón corrido, las capillas laterales cobijan imágenes de la devoción de los feligreses, entre los que sobresalen “San Severino”, venerado en todo el Valle como “El Santo de las Lluvias “. 
También destacan  en Tarata las capillas menores del Señor de la Exaltación y el de la Sagrada Familia, que muestran el carácter religiosos de Tarata.

### Naturales

#### Árbol de Thipa
El árbol se encuentra ubicado frente el iglesia de San Pedro, se estima que tiene más de 200 años, la característica principal son sus flores de color lila dando sombra a toda la plaza principal en todo momento.

#### Árbol de Jarka
El árbol “Jarka”, ubicado en la plazuela "27 de mayo" da el nombre a todo un barrio de la zona sur; su tronco principal tiene una forma torcida caprichosa, es originario de los valles y que actualmente está casi en extinción. También es llamado árbol de la juventud. Antiguamente la zona donde se encuentra el árbol se llamaba “loza katu” por la venta de cerámica. 

## Costumbres
La fiesta patronal principal de la ciudad de Tarata es la de San Severino, celebrada el último domingo del mes de noviembre.

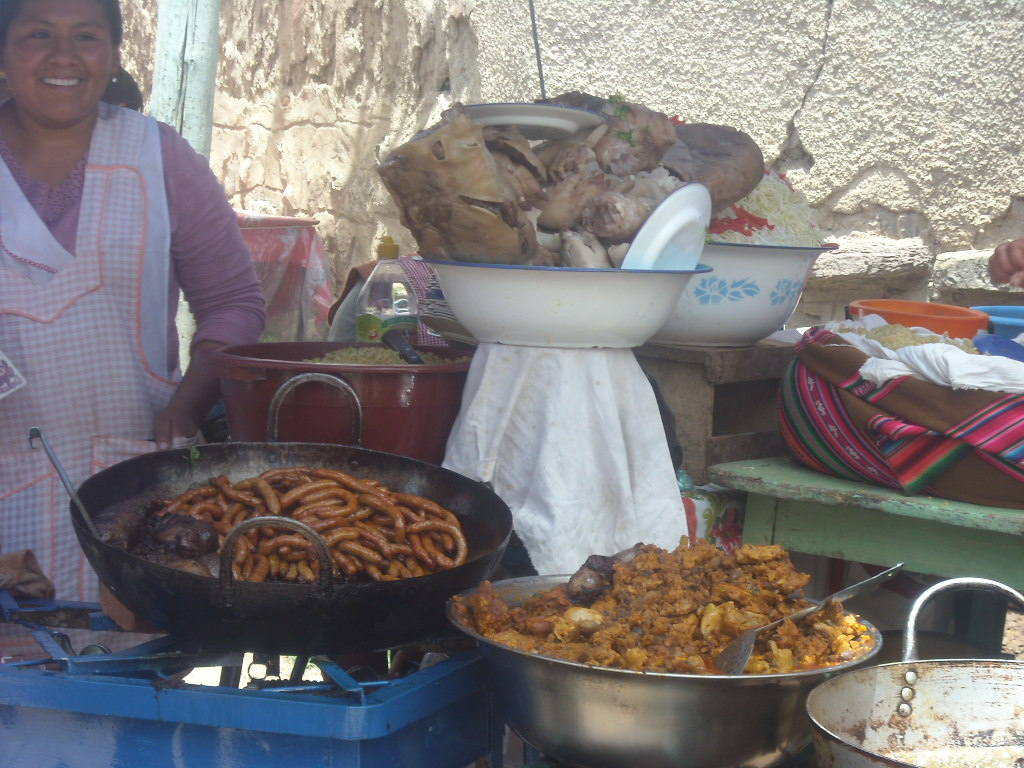
Tradicionales chorizos tarateños.

También destaca la feria del «Chorizo tarateño y la chicha», que se realiza el tercer domingo de junio.

## Imágenes de Tarata

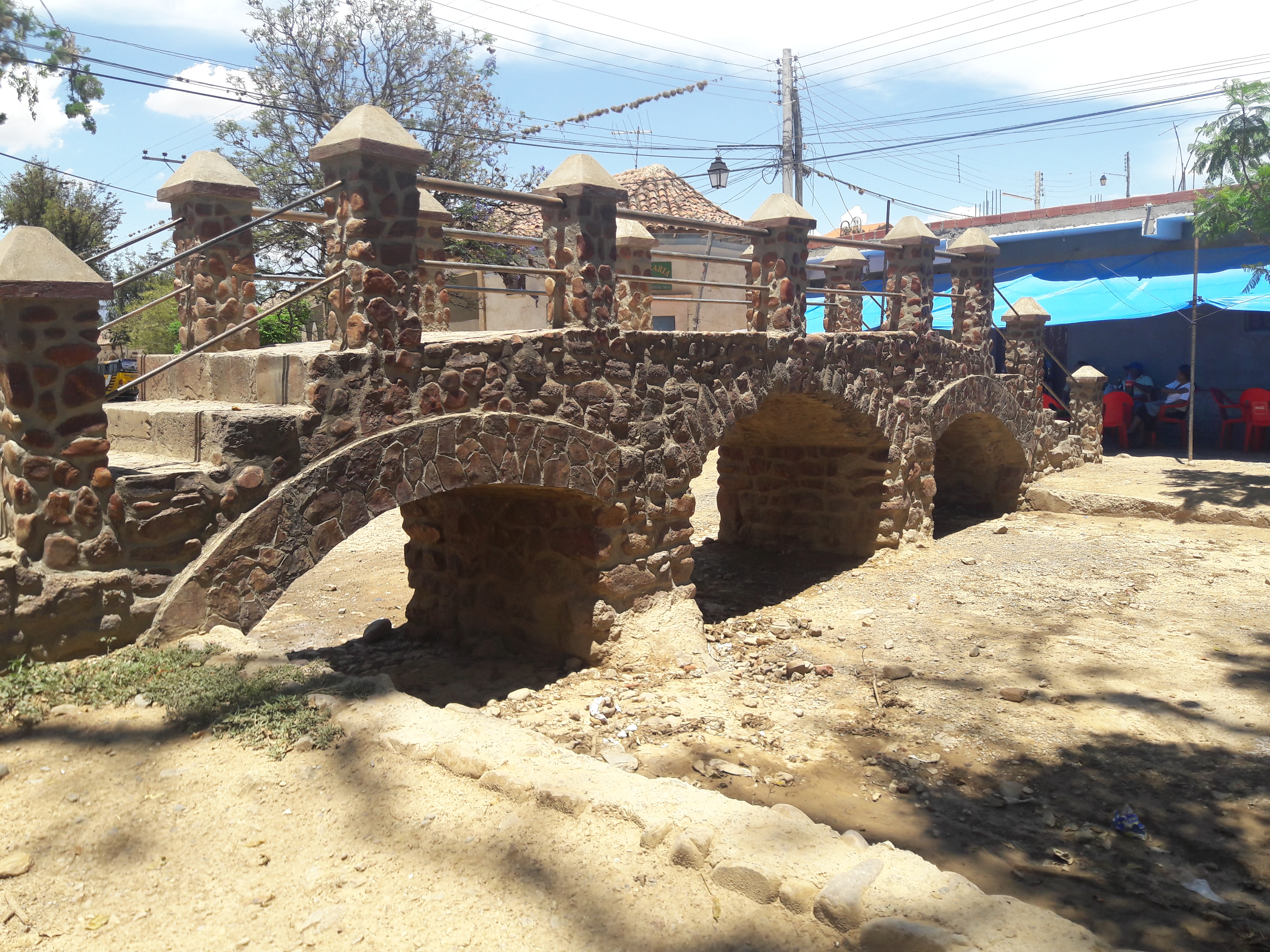
Puente Melgarejo
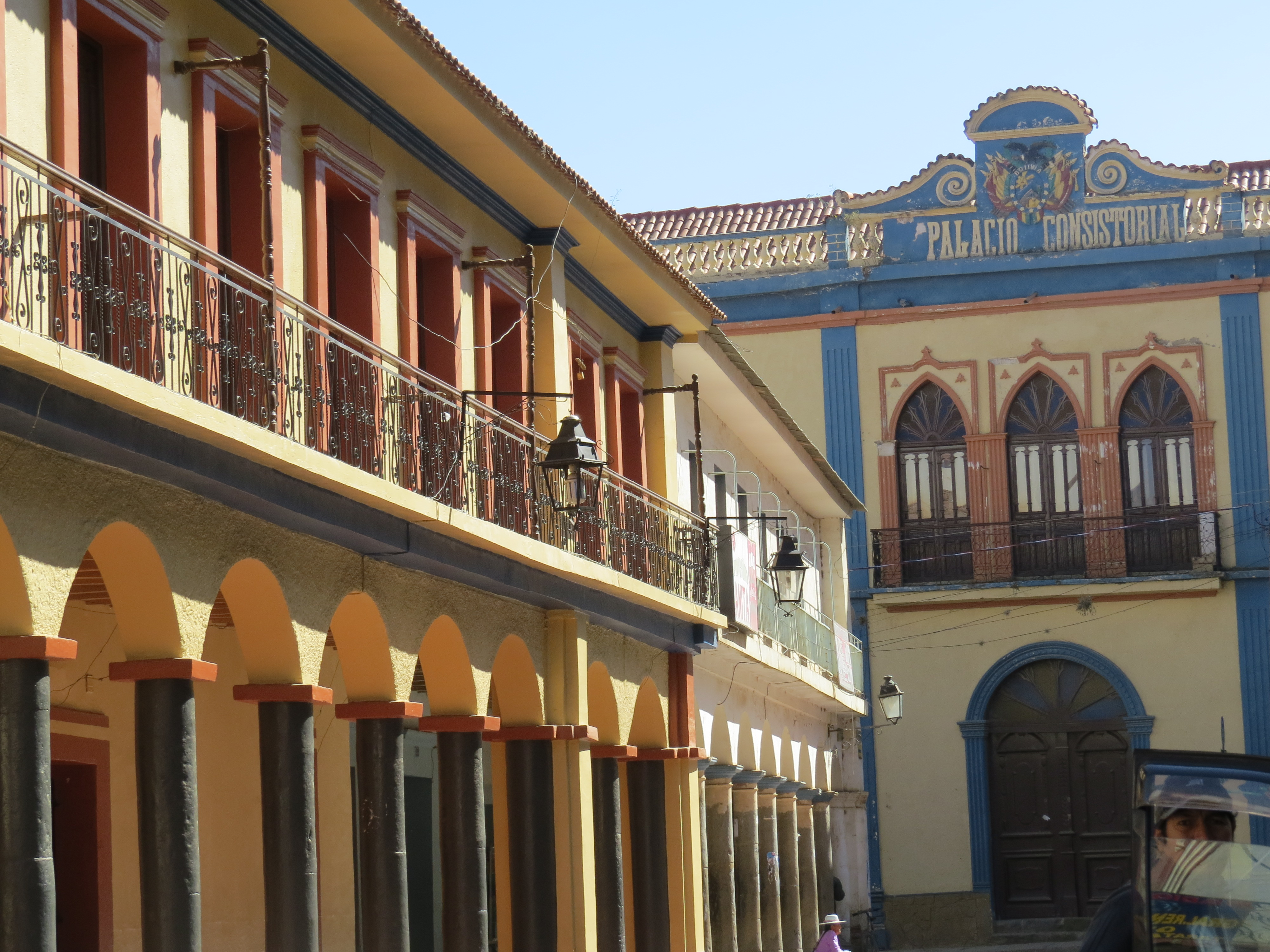
Plaza principal
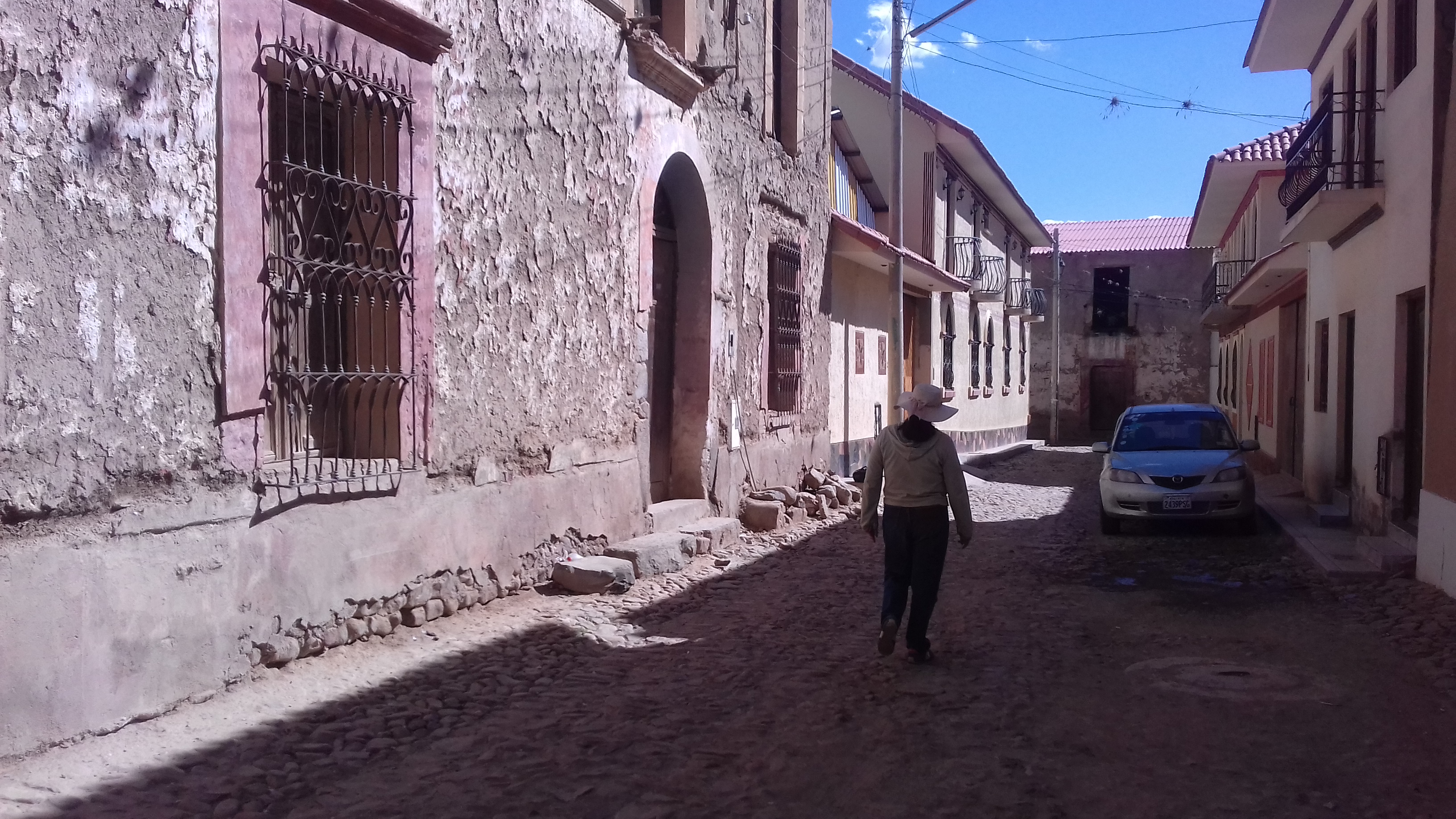
Una calle de Tarata
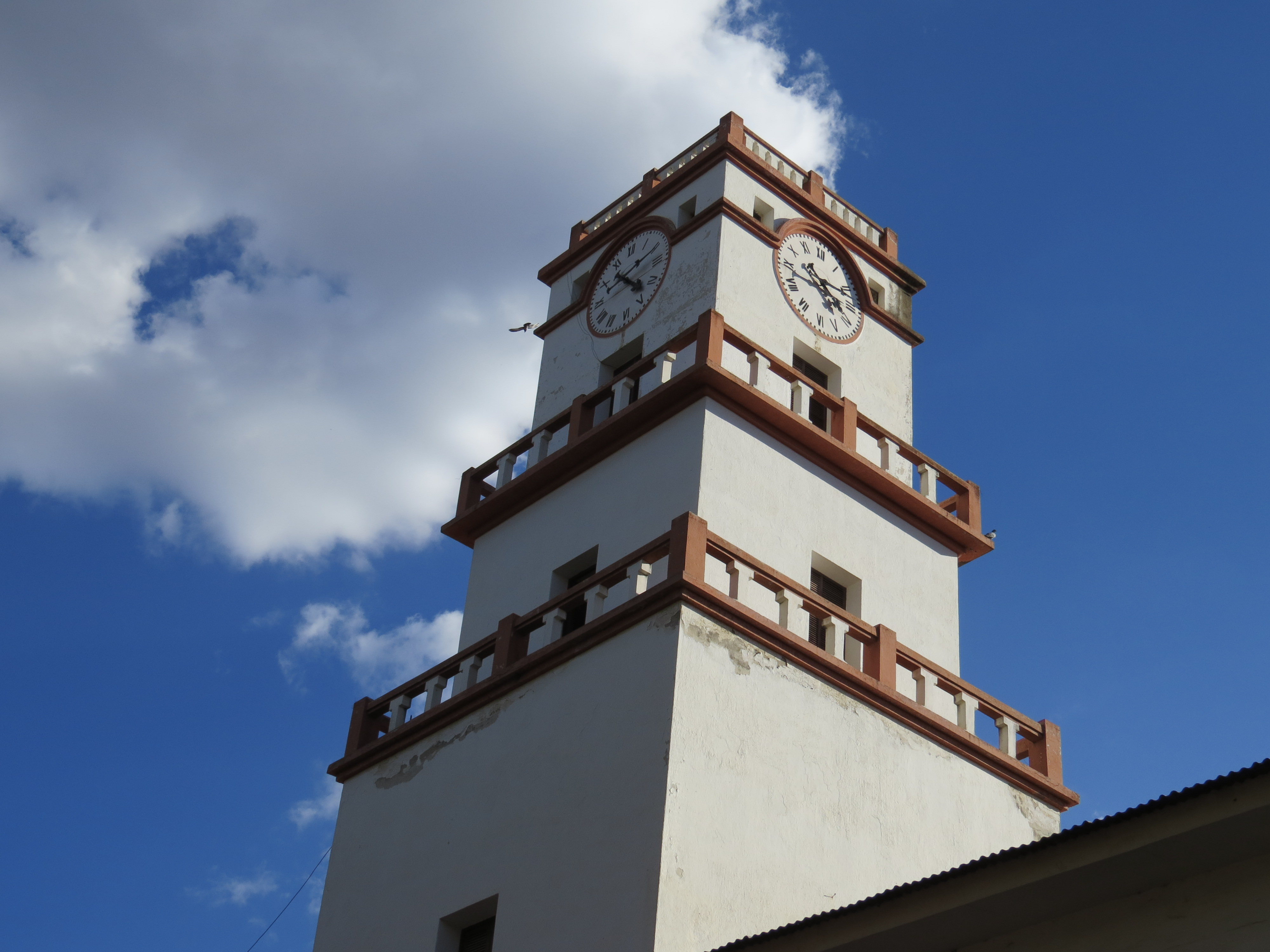
Plaza principal
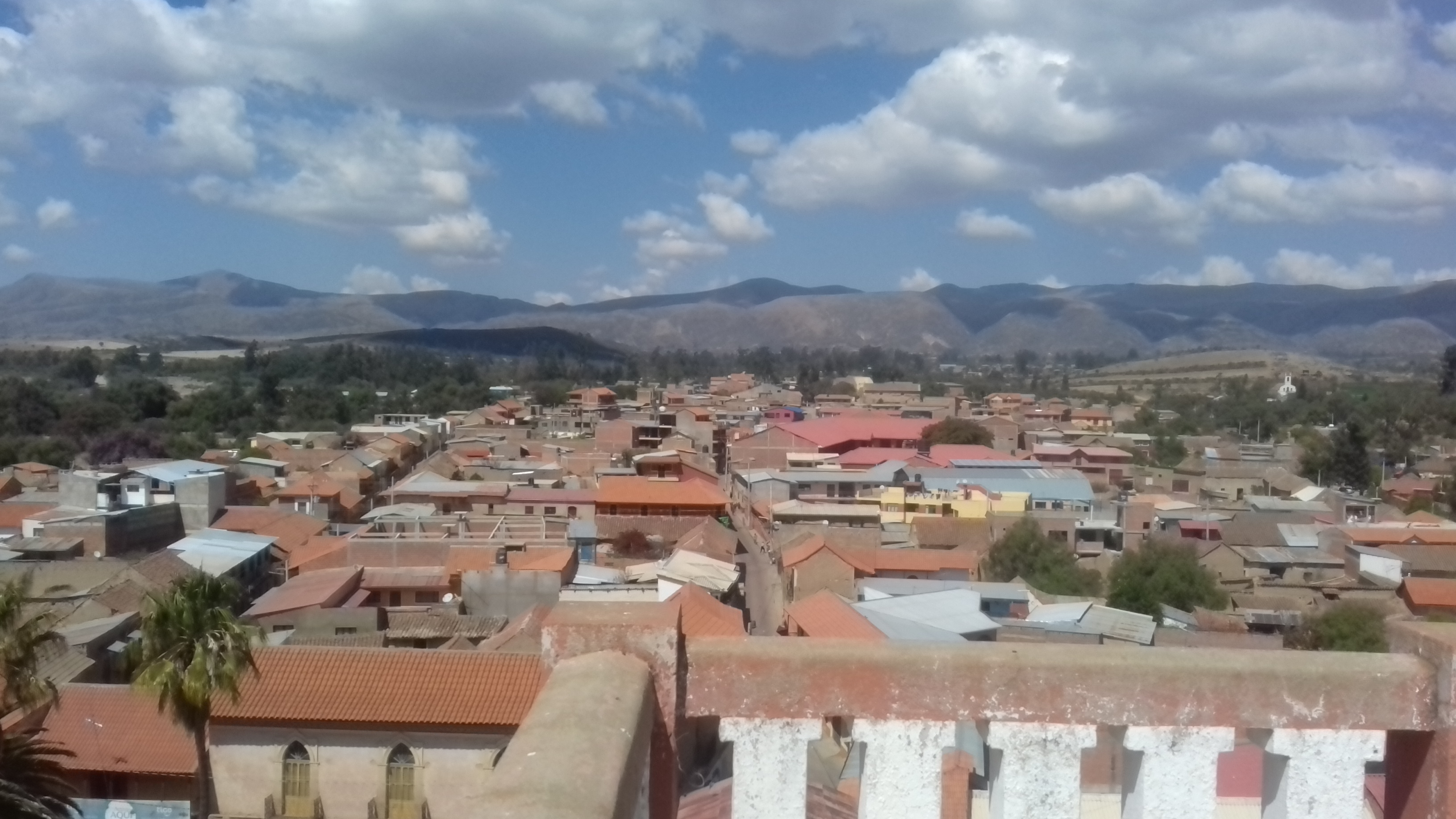
Vista panorámica
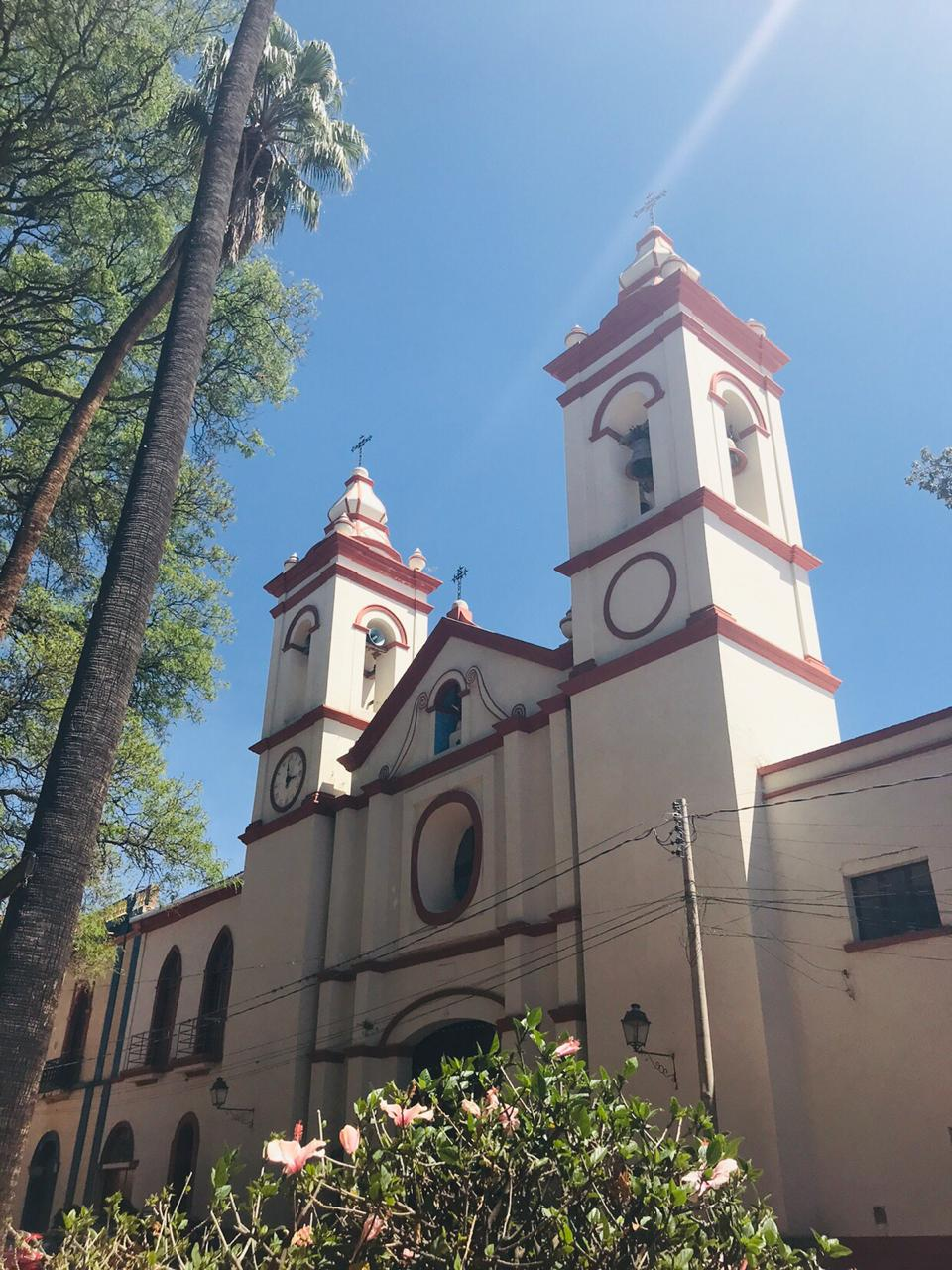
Templo de San Pedro de Tarata